# Záhada hlavolamu (film)
Záhada hlavolamu je film Petra Kotka z roku 1993 podle stejnojmenného románu Jaroslava Foglara o Rychlých šípech a jejich pátrání ve Stínadlech po Ježku v kleci.

## Obsazení
| Petr Čepek            | vypravěč (mluví) |
| Ondřej Hošt           | Mirek Dušín      |
| Martin Voldřich       | Jarka Metelka    |
| David Diviš           | Jindra Hojer     |
| Jaroslav Richter      | Červenáček       |
| Martin Vlasák (herec) | Rychlonožka      |
| Karel Zima            | Dlouhé Bidlo     |
| Josef Dufek           | Štětináč         |
| Jaromír Křížek        | Bohouš           |
| Matěj Hádek           | Otakar Losna     |
| Jan Kehár             | Štěpán Mažňák    |
| Filip Jančík          | Velký Vont       |
| Boleslav Slavovčík    | bledý Vont       |
| Josef Stehlík         | kostelník        |
| Michal Škrabal        | Jan Tleskač      |
| Karel Engel           | Em               |
| Martin Šotola         |                  |
| Martin Písařík        |                  |

## Děj
Skupina pěti chlapců, která si říká Rychlé šípy, začne vydávat časopis Tam-Tam, do něhož sbírají všelijaké zajímavé informace. Když se dozví o tajuplném hlavolamu zvaném ježek v kleci, začnou pátrat po jeho původu. Vyptávají se starších lidí, kteří by si mohli něco pamatovat. Mají štěstí, objeví starého kostelníka, který znal jistého Jana Tleskače, majitele ježka v kleci. Tleskač byl sirotek, který se učil řemeslu u zámečnického mistra, kterého ve svých poznámkách zmiňoval jako Em. Kostelník Rychlým šípům sdělí, že Jan Tleskač byl jednoho dne nalezen mrtev na podlaze zvoničky, kam se zřítil z výšky.
Rychlé šípy se vydávají do Stínadel, čtvrti, kterou místní kluci brání proti cizím vetřelcům. Zde naleznou Tleskačův deník, ze kterého se dozví, že pracoval na nějakém vynálezu a stále se něčeho obával. Další část deníku Jana Tleskače najdou ve zvonici kostela. Nyní již vědí, že tajemným vynálezem je létací kolo, jehož plánek Tleskač schoval do ježka v kleci. Také je zde uveden návod na vytažení ježka z klece. Tleskač také píše, že jej v kůlně, kde pracoval na konstrukci kola, Em sledoval a napadal. Měl podezření, že mu chce jeho vynález ukrást. Rychlé šípy vyloučí ze svých řad Červenáčka, protože si myslí, že je zradil. Měl předat informace do konkurenčního časopisu Sběrač, který vydává Bratrstvo kočičí pracky. Později vyjde najevo, že Červenáček nezradil, a je tak přijat zpět.
Během svých výprav Rychlé šípy pomohou jednomu z kandidátů na Velkého Vonta Otovi Losnovi. Losna jim řekne něco z historie Stínadel a Rychlé šípy mu na oplátku prozradí tajemství na vytažení ježka z klece. Za to jim Losna slíbí, že jim půjčí ježka, který je symbolem Velkého Vontství, ihned jak volby vyhraje.
Přestože Losna ve volbě zvítězí, ježka se násilně zmocní otec druhého kandidáta Mažňák. To on byl tím tajemným Em, který špehoval Jana Tleskače a jenž se chtěl zmocnit pro sebe jeho myšlenky na létací kolo. Starý Mažňák při útěku s ježkem spadne do stoky a hlavolam ztrácí. Později umírá na infekci způsobenou požitím kontaminované vody ze stoky. Po ztrátě symbolu Stínadel se ze čtvrti vytrácí pospolitost a nastávají rozbroje.

## Fotokomiks
Na základě fotek z filmu vznikl fotokomiks Záhada hlavolamu.